# Wanna One
Wanna One (кор. 워너원, стилізується як WANNA·ONE) — південнокорейський бой-бенд, сформований у 2017 році компанією CJ E&M через шоу на виживання Produce 101. До гурту входить одиннадцять учасників: Кан Даніель, Пак Чі Хун, Лі Те Хві, Кім Че Хван, Он Сон У, Пак У Чін, Лай Куан Лін, Юн Чі Сон, Хван Мін Хьон, Пе Чін Йон, Ха Сон Ун. Гурт дебютував 7 серпня 2017 року під спільним керівництвом Swing Entertainment та CJ E&M. Їхній контракт скінчився 31 грудня 2018 року, але гурт провів прощальну серію концертів 24-27 січня 2019 року.

## Кар'єра

### 2017— Формування, дебют гурту та перший comeback
У фінальній серії 2 сезону телешоу Produce 101, що транслювалася 16 червня, було оголошено назву гурту, а також список учасників на основі глядацьких голосів, отриманих протягом останнього тижня перед фіналом, та смс-голосування під час показу програми. 4 липня було оголошено, що Wanna One зробить свій дебют 7 серпня під час програми «Wanna One Premier Show-Con», під час якого буде представлено дебютний мініальбом та відбудеться перший виступ гурту. 7 серпня на Gocheok Sky Dome Wanna One зробив свій дебютний виступ перед 20000 аудиторією та став першим корейським гуртом-новачком, який виступав на стадіоні, де проводили свої концерти такі великі гурти, як BTS та EXO. У цей день було опубліковано музичне відео на пісню «Energetic» та дебютний альбом 1X1=1 (To Be One), який зайняв топові місця в корейських чартах, а також ще в 11 країнах в чартах iTunes. 20 серпня Wanna One виступили в Лос-Анджелесі на другий заключний день концертів фестивалю KCON LA 2017.
У середині вересня стало відомо, що гурт планує зробити своє перше повернення (англ. comeback) і випустити перепакований альбом із декількома новими піснями на третьому тижні листопада цього року. 16 вересня Wanna One провели свою першу зустріч із фанатами «WANNA Be LovEd» у Бангкоку, Таїланд, а 22 вересня — в Сінгапурі. 23 вересня гурт взяв участь у KCON Australia 2017, який проходив у Сіднеї. Перший тизер було опубліковано 28 вересня, а другий — 16 жовтня. Внаслідок цього, стало відомо, що перепакований альбом матиме назву 1-1=0 (Nothing Without you) та вийде разом із музичним кліпом 13 листопада.
3—4 жовтня гурт провів свою першу зустріч із фанатами в Гонконгу, 6—7 жовтня — в Тайпеї, Республіка Китай, а 13 жовтня — в Манілі, Філіппіни. 2 листопада було повідомлено, що 13 листопада о 7 годині вечора KST відбудеться пряма трансляція «COMEBACK WANNAONE [Nothing Without You]» на каналах Mnet, tvN, на якій гурт Wanna One виступить зі своїми новими піснями. 13 листопада було опубліковано музичний кліп на пісню «Beautiful» та альбом 1-1=0 (Nothing Without you). 15-17 грудня Wanna One провів «Wanna One Premier Fan-Con», свою першу офіційну фан-зустріч у Сеулі та 23-24 грудня — у Пусані, Південна Корея.

### 2018— Світовий тур
На початку року Wanna One завершив свій тур зустрічей із фанатами «WANNA Be LovEd», відвідавши 14 січня Макао, 19 січня Куалу-Лумпур, Малайзія та 21 січня Джакарту, Індонезія. 20 лютого стало відомо, що гурт збирається зробити своє повернення з новим альбомом 19 березня. 5 березня було опубліковано музичний кліп на передрелізну спеціально-тематичну пісню, «I.P.U», яка зайняла топові позиції в чартах. На наступний день було оголошено, що Wanna One проведе спеціальне шоу «Wanna One Comeback — I PROMISE YOU» 19 березня о 6 годині вечора KST на Mnet. До свого повернення гурт приурочив подію «Wanna One Golden Station», що пройшла 8 березня по 4 квітня, внаслідок якої фанати могли отримати призи. 19 березня було опубліковано новий альбом 0+1=1 (I Promise You) та музичний кліп на пісню «Boomerang».
2 квітня стало відомо, що гурт з червня по вересень проведе світовий тур «One: The World 2018», відвідавши 13 міст у 10 країнах. 5 квітня було повідомлено, що Wanna One збирається взяти участь у «KCON 2018 USA», що пройде з 23 по 24 червня у Нью-Йорку. 13 квітня Wanna One виступили у Японії під час фестивалю «KCON 2018 Japan», який проходив з 13-15 квітня. У травні було оголошено, що 4 червня гурт зробить своє друге повернення з новим альбомом 1÷x=1 (UNDIVIDED) та музичним кліпом на пісню «Light». З 11 по 31 травня Wanna One брали участь у кампанії, під час якої спонукали фанатів брати участь у «Стратегічному партнерстві ЮНЕСКО-CJ для освіти дівчат» та розповідали про важливість освіти дівчат. 31 травня було повідомлено, що гурт покидає агентство YMC Entertainment та укладає контракт зі Swing Entertainment, яке займатиметься виключно Wanna One.
На початку червня було повідомлено, що Wanna One візьмуть участь у «KCON 2018 LA», що пройде з 10 по 12 серпня у Лос-Анджелесі. 1-3 червня пройшов відкривальний концерт світового туру «One: The World 2018» гурту у Сеулі, який зібрав 60000 фанатів. Wanna One співпрацювали з Лі Чі Хьоном, ілюстратором Marvel, щоб створити ілюстрації до спеціального альбому 1÷x=1 (UNDIVIDED). 4 червня було опубліковано альбом 1÷x=1 (UNDIVIDED) та музичний кліп на пісню «Light», яка зайняла перші позиції в корейських чартах у день виходу.
23 жовтня стало відомо, що гурт зробить своє останнє повернення 19 листопада, а 26 жовтня — те, що 22 листопада відбудеться трансляція шоу, яке присвячено останньому поверненню. 19 листопада Wanna One опублікували свій останній і перший повний альбом 1^11=1 (Power of Destiny) та музичний кліп на пісню «Spring Breeze».

### 2019— Фінальний концерт
24 січня гурт Wanna One провів перший день свого концерту «Therefore», під час якого вони востаннє зберуться разом як Wanna One. Цей концерт завершився 27 січня.

## Дискографія
- 111=1 (Power of Destiny) (2018)

## Фільмографія
- «Wanna One GO»[81]

## Концерти і тури

### Шоукейси
- Wanna One Premier Show-Con (2017)[82]

### Тури
- Wanna One World Tour – One: The World (2018)[83]

### Концерти
- Wanna One Final Concert – «Therefore» (2019)[84]

## Нагороди та номінації
| Рік  | Нагорода                                       | Категорія | Результат | Прим.   |
| ---- | ---------------------------------------------- | --- | --------- | ------- |
| 2017 | 1-ша Премія Soribada Best K-Music              | Нагорода «Новий новачок корейської хвилі» (англ. New Korean Wave Rookie Award)                                                          | Перемога  | [ 85 ]  |
| 2017 | 1-ша Премія Soribada Best K-Music              | Нагорода «Нова гаряча зірка корейської хвилі, що набирає популярність» (англ. New Korean Wave Rising Hot Star Award)                    | Перемога  | [ 85 ]  |
| 2017 | Премія Asia Artist                             | Нагорода «Новачок» (англ. Rookie Award)                                                                                                 | Перемога  | [ 86 ]  |
| 2017 | Премія Asia Artist                             | Нагорода «Samsung Pay — Супер новачок» (англ. Samsung Pay – Super Rookie Award)                                                         | Перемога  | [ 86 ]  |
| 2017 | Премія Mnet Asian Music у Японії               | Найкращий новий чоловічий виконавець (англ. Best New Male Artist)                                                                       | Перемога  | [ 87 ]  |
| 2017 | Премія Mnet Asian Music у Гонконгу             | Найкращий чоловічий гурт (англ. Best Male Group)                                                                                        | Перемога  | [ 88 ]  |
| 2017 | Премія Mnet Asian Music у Гонконгу             | Найкраще музичне відео (англ. Best Music Video)                                                                                         | Номінація | [ 89 ]  |
| 2017 | Премія Melon Music                             | Найкращий новий виконавець | Перемога  | [ 90 ]  |
| 2017 | Премія Melon Music                             | Нагорода «Найгарячіша зірка Kakao» (англ. Kakao Hot Star Award)                                                                         | Перемога  | [ 90 ]  |
| 2017 | Премія Melon Music                             | Топ 10 виконавців (англ. Top 10 Artists)                                                                                                | Перемога  | [ 91 ]  |
| 2017 | Премія Melon Music                             | Найкращий виконавець року | Номінація | [ 92 ]  |
| 2017 | Премія Melon Music                             | Нагорода за популярність серед інтернет-користувачів (англ. Netizen Popularity Award)                                                   | Номінація | [ 92 ]  |
| 2017 | 6-та Премія Top Star                           | Нагорода «Найкращий співак» (англ. Top Singer Award)                                                                                    | Перемога  | [ 93 ]  |
| 2018 | 32-га Премія Golden Disk                       | Найкращий новий виконавець (англ. Best New Artist)                                                                                      | Перемога  | [ 94 ]  |
| 2018 | 32-га Премія Golden Disk                       | Нагорода за популярність | Номінація | [ 95 ]  |
| 2018 | 32-га Премія Golden Disk                       | Цифровий Тесан (англ. Digital Daesang)                                                                                                  | Номінація | [ 96 ]  |
| 2018 | 5-та Премія Edaily Culture                     | Категорія концекрт, найвищий приз (англ. Concert Category, Top Prize)                                                                   | Перемога  | [ 97 ]  |
| 2018 | 27-ма Премія Seoul Music                       | Нагорода Бонсан | Перемога  | [ 98 ]  |
| 2018 | 27-ма Премія Seoul Music                       | Нагорода «Новачок» (англ. Rookie Award)                                                                                                 | Перемога  | [ 98 ]  |
| 2018 | 7-ма Премія Gaon Chart Music                   | Виконавець року (Цифровий альбом — помісячно): Листопад                                                                                 | Перемога  | [ 99 ]  |
| 2018 | 7-ма Премія Gaon Chart Music                   | Виконавець року (фізичний альбом — поквартально): Четвертий квартал                                                                     | Перемога  | [ 99 ]  |
| 2018 | 7-ма Премія Gaon Chart Music                   | Нагорода «Новий виконавець року (у категорії альбоми)» (англ. New Artist of the Year (Album category) Award)                            | Перемога  | [ 99 ]  |
| 2018 | 7-ма Премія Gaon Chart Music                   | Нагорода за популярність на основі фанатського голосування (Чоловік) (англ. Fan Vote Popularity Award (Male))                           | Перемога  | [ 99 ]  |
| 2018 | 13-та Премія Annual Soompi                     | Новачок року (англ. Rookie of the Year)                                                                                                 | Перемога  | [ 100 ] |
| 2018 | Премія Soribada Best K-Music                   | Нагорода Бонсан | Перемога  | [ 101 ] |
| 2018 | Премія Soribada Best K-Music                   | Нагорода за популярність чоловічий виконавець (англ. Male Artist Popularity Award)                                                      | Перемога  | [ 101 ] |
| 2018 | Премії MBC Plus X Genie Music                  | Найкраще чоловіче вокальне виконання (англ. Best Male Vocal Performance)                                                                | Перемога  | [ 102 ] |
| 2018 | Премії MBC Plus X Genie Music                  | Нагорода MBC Plus Star | Перемога  | [ 102 ] |
| 2018 | Премії MBC Plus X Genie Music                  | Найкраща пісня року | Перемога  | [ 102 ] |
| 2018 | Премія Asia Artist                             | Нагорода «Найгарячіша Азія» (англ. Asia Hot-tist Award)                                                                                 | Перемога  | [ 103 ] |
| 2018 | Премія Asia Artist                             | Виконавець року | Перемога  | [ 103 ] |
| 2018 | Премія Asia Artist                             | Найкращий виконавець | Перемога  | [ 103 ] |
| 2018 | Премія Melon Music                             | Найкращий запис року (Тесан) (англ. Best Record of the Year (Daesang))                                                                  | Перемога  | [ 104 ] |
| 2018 | Премія Melon Music                             | Нагорода за найкращий танець (Чоловік) (англ. Best Dance Award (Male))                                                                  | Перемога  | [ 104 ] |
| 2018 | Премія Melon Music                             | Топ 10 виконавців (англ. Top 10 Artists)                                                                                                | Перемога  | [ 105 ] |
| 2018 | Премія Melon Music                             | Найкращий альбом року | Номінація | [ 106 ] |
| 2018 | Премія Melon Music                             | Найкращий виконавець року | Номінація | [ 106 ] |
| 2018 | Премія Melon Music                             | Нагорода за популярність серед інтернет-користувачів (англ. Netizen Popularity Award)                                                   | Номінація | [ 106 ] |
| 2018 | Премія Mnet Asian Music прем'єра в Кореї       | Найкращий DDP тренд (англ. DDP Best Trend)                                                                                              | Перемога  | [ 107 ] |
| 2018 | Премія Mnet Asian Music вибір фанатів у Японії | 10 найкращих виконавців за вибором фанатів зі всього світу (англ. Worldwide Fans’ Choice Top 10)                                        | Перемога  | [ 108 ] |
| 2018 | Премія Mnet Asian Music у Гонконгу             | Найкращий підрозділ (англ. Best Unit)                                                                                                   | Перемога  | [ 109 ] |
| 2018 | Премія Mnet Asian Music у Гонконгу             | Найкращий чоловічий гурт | Перемога  | [ 109 ] |
| 2018 | 23-тя Премія Consumer Rights Day               | Найкращий співак року за вибором споживачів музики (англ. Best Singer of the Year Selected by Music Consumers)                          | Перемога  | [ 110 ] |
| 2018 | Премія Korea Popular Music                     | Виконавець року | Перемога  | [ 111 ] |
| 2018 | Премія Korea Popular Music                     | Нагорода Бонсан | Перемога  | [ 111 ] |
| 2018 | Премія Korea Popular Music                     | Найкращий виконавець на Olleh TV (англ. Olleh TV Best Artist)                                                                           | Перемога  | [ 111 ] |
| 2018 | Премія Korea Popular Music                     | Нагорода за популярність | Перемога  | [ 111 ] |
| 2019 | 33-тя Премія Golden Disk                       | Найкращий чоловічий гурт (англ. Best Boy Group)                                                                                         | Перемога  | [ 112 ] |
| 2019 | 33-тя Премія Golden Disk                       | Нагорода багатонаціональний виконавець (англ. Cosmopolitan Artist Award)                                                                | Перемога  | [ 112 ] |
| 2019 | 33-тя Премія Golden Disk                       | Нагорода Бонсан у категорії «альбоми» (англ. Album Division Bonsang)                                                                    | Перемога  | [ 113 ] |
| 2019 | 28-ма Премія Seoul Music                       | Нагорода за школу фандому (англ. Fandom School Award)                                                                                   | Перемога  | [ 114 ] |
| 2019 | 28-ма Премія Seoul Music                       | Нагорода Бонсан (англ. Bonsang (main awards))                                                                                           | Перемога  | [ 114 ] |
| 2019 | 28-ма Премія Seoul Music                       | Нагорода за популярність | Номінація | [ 115 ] |
| 2019 | 28-ма Премія Seoul Music                       | Нагорода за популярність у к-хвилі (англ. K-Wave Popularity Award)                                                                      | Номінація | [ 115 ] |
| 2019 | 8-ма Премія Gaon Chart Music                   | Виконавець року (Цифровий альбом — помісячно): Червень (англ. Artist of the Year (Digital Music – Monthly): June)                       | Номінація | [ 116 ] |
| 2019 | 8-ма Премія Gaon Chart Music                   | Виконавець року (фізичний альбом — поквартально): Перший квартал (англ. Artist of the Year (Offline Album – Quarterly): First quarter)  | Перемога  | [ 117 ] |
| 2019 | 8-ма Премія Gaon Chart Music                   | Виконавець року (фізичний альбом — поквартально): Другий квартал (англ. Artist of the Year (Offline Album – Quarterly): Second quarter) | Номінація | [ 116 ] |